# Великий Могол (діамант)

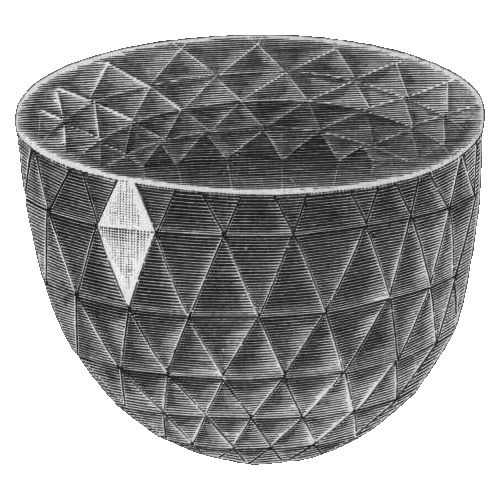
Алмаз Великий Могол

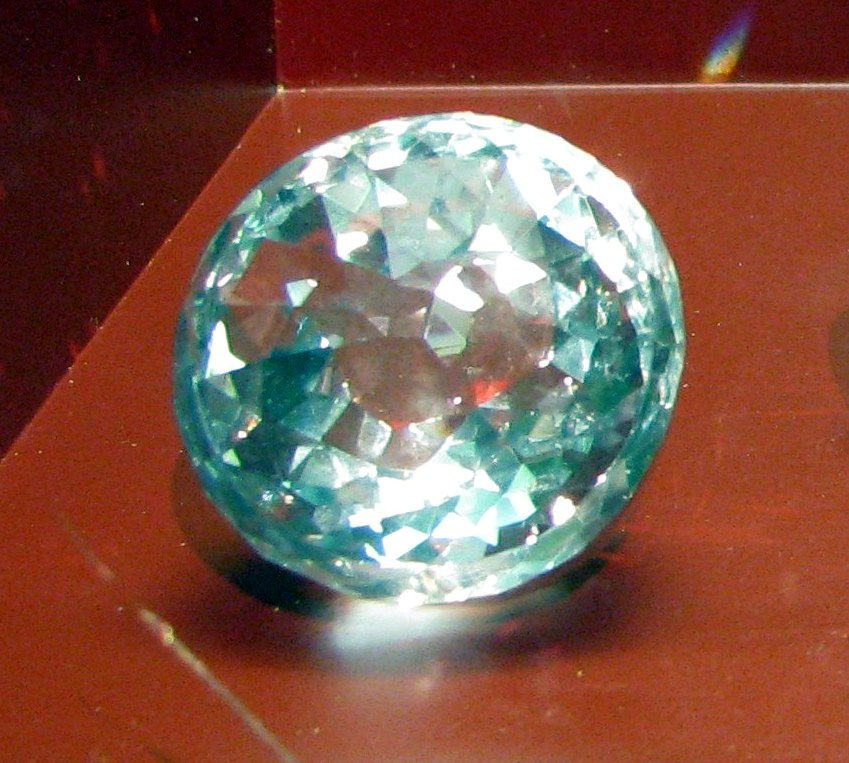
Копія.

Великий Могол — величезний, 793.5 каратів, діамант. Століттями належав династії Великих Моголів. На сьогодні його місцезнаходження невідоме, найімовірніше з нього були зроблені діаманти Кохінур або Орлов.